# Ђуровац
Ђуровац је насељено место града Прокупља у Топличком округу. Према попису из 2022. било је 132 становника (према попису из 1991. било је 99 становника).

## Прошлост
Село је 1880. населио војсковођа Ђура Хорватовић, по коме је и названо.

## Демографија
У насељу Ђуровац живи 109 пунолетних становника, а просечна старост становништва износи 36,5 година (38,1 код мушкараца и 35,0 код жена). У насељу има 43 домаћинства, а просечан број чланова по домаћинству је 3,42.
Ово насеље је углавном насељено Србима (према попису из 2002. године).
|  |

| Демографија | Демографија | Демографија |
| Година      | Становника  | Становника  |
| ----------- | ----------- | ----------- |
| 1948.       | 119         |             |
| 1953.       | 109         |             |
| 1961.       | 84          |             |
| 1971.       | 89          |             |
| 1981.       | 92          |             |
| 1991.       | 99          | 99          |
| 2002.       | 147         | 149         |

| Етнички састав према попису из 2002.‍ | Етнички састав према попису из 2002.‍ | Етнички састав према попису из 2002.‍ | Етнички састав према попису из 2002.‍ | Етнички састав према попису из 2002.‍ |
| ------------------------------------ | ------------------------------------ | ------------------------------------ | ------------------------------------ | ------------------------------------ |
|                                      |                                      |                                      |                                      |                                      |
| Срби                                 | Срби                                 |                                      | 131                                  | 89,11%                               |
| Роми                                 | Роми                                 |                                      | 8                                    | 5,44%                                |
| Црногорци                            | Црногорци                            |                                      | 3                                    | 2,04%                                |
| Југословени                          | Југословени                          |                                      | 3                                    | 2,04%                                |
| непознато                            | непознато                            |                                      | 2                                    | 1,36%                                |

| Година пописа     | 1948. | 1953. | 1961. | 1971. | 1981. | 1991. | 2002. |
| ----------------- | ----- | ----- | ----- | ----- | ----- | ----- | ----- |
| Број домаћинстава | 22    | 22    | 24    | 26    | 25    | 31    | 43    |

| Број чланова      | 1 | 2  | 3  | 4  | 5 | 6 | 7 | 8 | 9 | 10 и више | Просек |
| ----------------- | - | -- | -- | -- | - | - | - | - | - | --------- | ------ |
| Број домаћинстава | 4 | 10 | 10 | 10 | 5 | 2 | 0 | 2 | 0 | 0         | 3,42   |

| Пол    | Укупно | Неожењен/Неудата | Ожењен/Удата | Удовац/Удовица | Разведен/Разведена | Непознато |
| ------ | ------ | ---------------- | ------------ | -------------- | ------------------ | --------- |
| Мушки  | 57     | 14               | 38           | 1              | 3                  | 1         |
| Женски | 59     | 10               | 38           | 9              | 2                  | 0         |
| УКУПНО | 116    | 24               | 76           | 10             | 5                  | 1         |

| Пол    | Укупно                    | Пољопривреда, лов и шумарство | Рибарство                            | Вађење руде и камена | Прерађивачка индустрија       |
| ------ | ------------------------- | ----------------------------- | ------------------------------------ | -------------------- | ----------------------------- |
| Мушки  | 27                        | 5                             | 0                                    | 0                    | 10                            |
| Женски | 19                        | 2                             | 0                                    | 0                    | 8                             |
| УКУПНО | 46                        | 7                             | 0                                    | 0                    | 18                            |
| Пол    | Производња и снабдевање   | Грађевинарство                | Трговина                             | Хотели и ресторани   | Саобраћај, складиштење и везе |
| Мушки  | 0                         | 0                             | 0                                    | 0                    | 3                             |
| Женски | 1                         | 0                             | 2                                    | 0                    | 1                             |
| УКУПНО | 1                         | 0                             | 2                                    | 0                    | 4                             |
| Пол    | Финансијско посредовање   | Некретнине                    | Државна управа и одбрана             | Образовање           | Здравствени и социјални рад   |
| Мушки  | 0                         | 0                             | 6                                    | 1                    | 2                             |
| Женски | 0                         | 1                             | 0                                    | 0                    | 4                             |
| УКУПНО | 0                         | 1                             | 6                                    | 1                    | 6                             |
| Пол    | Остале услужне активности | Приватна домаћинства          | Екстериторијалне организације и тела | Непознато            | Непознато                     |
| Мушки  | 0                         | 0                             | 0                                    | 0                    | 0                             |
| Женски | 0                         | 0                             | 0                                    | 0                    | 0                             |
| УКУПНО | 0                         | 0                             | 0                                    | 0                    | 0                             |